# Mãn Châu Lý
Mãn Châu Lý (giản thể: 满洲里; phồn thể: 滿洲里; bính âm: Mǎnzhōulǐ; tiếng Mông Cổ: Манжуур / Manǰuur, tiếng Nga: Маньчжу́рия / Маньчжоули́) là một thành phố cấp phó địa khu của địa cấp thị Hulunbuir (Hô Luân Bối Nhĩ), khu tự trị Nội Mông Cổ, Trung Quốc. Mặc dù nằm trên địa giới hành chính Nội Mông, nhưng 95% dân số của thành phố là người Hán. Thành phố có sân bay Mãn Châu Lý với các chuyến bay đến Bắc Kinh và thủ phủ Hohhot.

## Địa lý
Mãn Châu Lý nằm ở phía tây của địa cấp thị Hulunbuir. Phía đông, nam và tây là kỳ Tân Barga Tả và kỳ Tân Barga Hữu, đều thuộc Hulunbuir, và có ranh giới với Nga ở phía bắc, thành phố có đường biên giới dài 54 kilômét (34 mi). Thị trấn Zabaykalsk của Nga nằm đối diện ở phía bắc của đảo Abagaitu và Mãn Châu Lý.
Mãn Châu Lý nằm trên đồng cỏ Hulunbuir. Hồ Hô Luân là hồ nước ngọt lớn thứ năm tại Cộng hòa Nhân dân Trung Hoa với diện tích lên tới 2,600 kilômét vuông (1,004 dặm vuông Anh) và độ sâu trung bình là 5 mét (16 ft).

### Khí hậu
Mãn Châu Lý có khí hậu lục địa ẩm chịu ảnh hưởng của gió mùa, khá khô, giáp ranh cực kỳ gần với khí hậu bán khô hạn (Köppen Dwb/BSk), với nhiệt độ vào mùa đông có khả năng giảm mạnh xuống dưới −40 °C (−40 °F). Tuy nhiên, trong mỗi tháng có hơn 55% thời gian có thể có ánh nắng mặt trời và hơn 3/4 lượng mưa hàng năm xảy ra từ tháng 6 đến tháng 8.
| Dữ liệu khí hậu của Manzhouli                                           | Dữ liệu khí hậu của Manzhouli | Dữ liệu khí hậu của Manzhouli | Dữ liệu khí hậu của Manzhouli | Dữ liệu khí hậu của Manzhouli | Dữ liệu khí hậu của Manzhouli | Dữ liệu khí hậu của Manzhouli | Dữ liệu khí hậu của Manzhouli | Dữ liệu khí hậu của Manzhouli | Dữ liệu khí hậu của Manzhouli | Dữ liệu khí hậu của Manzhouli | Dữ liệu khí hậu của Manzhouli | Dữ liệu khí hậu của Manzhouli | Dữ liệu khí hậu của Manzhouli |
| Tháng                                                                   | 1                             | 2                             | 3                             | 4                             | 5                             | 6                             | 7                             | 8                             | 9                             | 10                            | 11                            | 12                            | Năm                           |
| ----------------------------------------------------------------------- | ----------------------------- | ----------------------------- | ----------------------------- | ----------------------------- | ----------------------------- | ----------------------------- | ----------------------------- | ----------------------------- | ----------------------------- | ----------------------------- | ----------------------------- | ----------------------------- | ----------------------------- |
| Cao kỉ lục °C (°F)                                                      | −0.6 (30.9)                   | 8.1 (46.6)                    | 18.4 (65.1)                   | 30.0 (86.0)                   | 34.3 (93.7)                   | 40.2 (104.4)                  | 40.5 (104.9)                  | 36.6 (97.9)                   | 34.0 (93.2)                   | 25.6 (78.1)                   | 11.5 (52.7)                   | 1.2 (34.2)                    | 40.5 (104.9)                  |
| Trung bình ngày tối đa °C (°F)                                          | −17.4 (0.7)                   | −11.3 (11.7)                  | −1.6 (29.1)                   | 10.2 (50.4)                   | 19.0 (66.2)                   | 25.2 (77.4)                   | 27.2 (81.0)                   | 24.8 (76.6)                   | 18.1 (64.6)                   | 7.9 (46.2)                    | −5.3 (22.5)                   | −15.3 (4.5)                   | 6.8 (44.2)                    |
| Trung bình ngày °C (°F)                                                 | −23.5 (−10.3)                 | −18.7 (−1.7)                  | −9.0 (15.8)                   | 2.9 (37.2)                    | 11.8 (53.2)                   | 18.6 (65.5)                   | 20.9 (69.6)                   | 18.3 (64.9)                   | 10.6 (51.1)                   | 0.5 (32.9)                    | −11.9 (10.6)                  | −20.9 (−5.6)                  | 0.0 (31.9)                    |
| Tối thiểu trung bình ngày °C (°F)                                       | −28.4 (−19.1)                 | −24.6 (−12.3)                 | −15.8 (3.6)                   | −4.6 (23.7)                   | 3.7 (38.7)                    | 11.0 (51.8)                   | 14.5 (58.1)                   | 11.9 (53.4)                   | 3.8 (38.8)                    | −5.7 (21.7)                   | −17.3 (0.9)                   | −25.8 (−14.4)                 | −6.4 (20.4)                   |
| Thấp kỉ lục °C (°F)                                                     | −43.8 (−46.8)                 | −42.5 (−44.5)                 | −34.0 (−29.2)                 | −21.6 (−6.9)                  | −11.6 (11.1)                  | −2.4 (27.7)                   | 2.5 (36.5)                    | 0.8 (33.4)                    | −9.5 (14.9)                   | −23.8 (−10.8)                 | −35.1 (−31.2)                 | −39.4 (−38.9)                 | −43.8 (−46.8)                 |
| Lượng Giáng thủy trung bình mm (inches)                                 | 1.4 (0.06)                    | 0.7 (0.03)                    | 2.9 (0.11)                    | 6.8 (0.27)                    | 18.7 (0.74)                   | 50.9 (2.00)                   | 90.9 (3.58)                   | 69.0 (2.72)                   | 29.8 (1.17)                   | 7.7 (0.30)                    | 2.1 (0.08)                    | 2.1 (0.08)                    | 283.0 (11.14)                 |
| Số ngày giáng thủy trung bình (≥ 0.1 mm)                                | 1.8                           | 1.7                           | 2.7                           | 3.5                           | 5.3                           | 10.8                          | 13.9                          | 12.1                          | 8.1                           | 3.6                           | 2.8                           | 3.6                           | 69.9                          |
| Độ ẩm tương đối trung bình (%)                                          | 74                            | 70                            | 60                            | 44                            | 41                            | 55                            | 67                            | 68                            | 62                            | 58                            | 69                            | 74                            | 62                            |
| Số giờ nắng trung bình ngày                                             | 6                             | 7                             | 8                             | 9                             | 9                             | 10                            | 9                             | 9                             | 8                             | 7                             | 6                             | 5                             | 8                             |
| Phần trăm nắng có thể                                                   | 63                            | 72                            | 70                            | 63                            | 61                            | 60                            | 56                            | 59                            | 61                            | 68                            | 63                            | 59                            | 64                            |
| Nguồn 1: Cục Khí tượng Trung Quốc Weather China (ngày có mưa 1971–2000) |                               |                               |                               |                               |                               |                               |                               |                               |                               |                               |                               |                               |                               |
| Nguồn 2: World Climate Guide                                            |                               |                               |                               |                               |                               |                               |                               |                               |                               |                               |                               |                               |                               |

## Đường phố
| - Đông Sơn (东山街道) - Đạo Nam (道南街道) - Đạo Bắc (道北街道) - Hưng Hoa (兴华街道) - Linh Tuyền (灵泉街道) - Tân Khai Hà (新开河街道) | - Đệ Nhất (第一街道) - Đệ Nhị (第二街道) - Đệ Tam (第三街道) - Đệ Tứ (第四街道) - Đệ Ngũ (第五街道) |

## Lịch sử
Vào thời cổ, khu vực quận ngày nay là nơi cư trú của nhiều bộ tộc sinh sống tại Mãn Châu, bao gồm người Hung Nô, Đông Hồ, Tiên Ti, Khiết Đan, Nữ Chân và Mông Cổ. Từ thời kỳ đầu nhà Thanh, sông Argun trở thành biên giới giữa Trung Quốc và Nga.
Năm 1901, tuyến đường sắt Viễn Đông Trung Quốc được hoàn thành theo thỏa thuận của Hiệp ước mật Trung-Nga năm 1896, kết nối Siberia, Mãn Châu, và Viễn Đông Nga. Một điểm dân cư sau đó được hình thành quanh ga Manchzhuriya, điểm dừng đầu tiên tại Mãn Châu với những người Nga. Mãn Châu Lý trở thành một thành phố hiện đại và tên gọi của thành phố bắt nguồn từ tên tiếng Nga của từ Mãn Châu là Manchzhuriya (Маньчжурия, Manchuria).
Năm 1905, Mãn Châu Lý được xác định là một trung tâm thương mại theo Hiệp ước Trung-Nhật năm 1905, điều này khiến cho thành phố phát triển một cách nhanh chóng. Năm 1908, hải quan Manzhouli được hình thành. Dưới thời Trung Hoa Dân Quốc, Mãn Châu Lý trở thành một phần của tỉnh Hưng An. Năm 1927, Mãn Châu Lý được thăng hạng thành một thành phố. Cùng với tỉnh Hưng An và các khu vực xung quanh, Mãn Châu Lý nắm dưới quyền kiểm soát của Nhật Bản từ năm 1931, và trở thành một phần của Mãn Châu Quốc trong giai đoạn 1932-1945. Khu vực Mãn Châu Lý trở thành một phần của Nội Mông từ năm 1946.
Năm 1992, Manzhouli là thành phố biên giới mở đầu tiên của Trung Quốc. Thành phố từng trải qua một thời kỳ phát triển bùng nổ với vị thế là trung tâm thương mại giữa Trung Quốc và Nga.

## Thành phố kết nghĩa
| Thành phố     | Khu vực     | Quốc gia |
| ------------- | ----------- | -------- |
| Chita         | Zabaykalsky | Nga      |
| Krasnokamensk | Zabaykalsky | Nga      |
| Ulan-Ude      | Buryatia    | Nga      |